# Procédé (technique)
Pour les articles homonymes, voir procédé.
Un procédé est une méthode, une technique utilisée pour la réalisation d'une tâche, ou la fabrication d'un matériau ou d'un produit fini.
En qualité totale, un procédé est une activité humaine ayant des éléments d'entrées (matières premières ou personnes) et des éléments de sorties (produits finis ou personnes). Il y a donc bien transformation d'objets ayant certaines caractéristiques en objets en possédant d'autres.